# مقاطعة قاخاز نك
قاخاز نك هي مقاطعة من مقاطعات ليسوتو.تغطي مساحة 2,349 كم مربع ويقدر سكانها في 2006 ب71,876 نسمة.قاخاز نك هي عاصمة المقاطعة أو الكامبتاون الخاصة بها.والمدينة الوحيدة بها.

## الجغرافيا
تحد قاخاز نك من الجنوب بجنوب أفريقيا تحديدا بمحافظة كيب الشرقية ولديها حدود قصيرة مع كوازولو ناتال.محليا تحد بعدة مقاطعات هي :
- مقاطعة قوثنغ-من الجنوب الغربي
- مقاطعة موهيلز هوك-من الغرب
- مقاطعة ثابا-تسيكا-من الشمال

## المناخ
يظهر الجدول التالي التغييرات المناخية على مدار السنة لمقاطعة قاخاز نك:
| البيانات المناخية لـمقاطعة قاخاز نك | البيانات المناخية لـمقاطعة قاخاز نك | البيانات المناخية لـمقاطعة قاخاز نك | البيانات المناخية لـمقاطعة قاخاز نك | البيانات المناخية لـمقاطعة قاخاز نك | البيانات المناخية لـمقاطعة قاخاز نك | البيانات المناخية لـمقاطعة قاخاز نك | البيانات المناخية لـمقاطعة قاخاز نك | البيانات المناخية لـمقاطعة قاخاز نك | البيانات المناخية لـمقاطعة قاخاز نك | البيانات المناخية لـمقاطعة قاخاز نك | البيانات المناخية لـمقاطعة قاخاز نك | البيانات المناخية لـمقاطعة قاخاز نك | البيانات المناخية لـمقاطعة قاخاز نك |
| الشهر                               | يناير                               | فبراير                              | مارس                                | أبريل                               | مايو                                | يونيو                               | يوليو                               | أغسطس                               | سبتمبر                              | أكتوبر                              | نوفمبر                              | ديسمبر                              | المعدل السنوي                       |
| ----------------------------------- | ----------------------------------- | ----------------------------------- | ----------------------------------- | ----------------------------------- | ----------------------------------- | ----------------------------------- | ----------------------------------- | ----------------------------------- | ----------------------------------- | ----------------------------------- | ----------------------------------- | ----------------------------------- | ----------------------------------- |
| متوسط درجة الحرارة الكبرى °ف        | 75                                  | 77                                  | 72                                  | 64                                  | 64                                  | 59                                  | 61                                  | 66                                  | 72                                  | 75                                  | 77                                  | 79                                  | 70                                  |
| متوسط درجة الحرارة الصغرى °ف        | 55                                  | 55                                  | 52                                  | 43                                  | 45                                  | 39                                  | 39                                  | 32                                  | 45                                  | 48                                  | 52                                  | 55                                  | 47                                  |
| معدل هطول الأمطار إنش               | 5.3                                 | 4.7                                 | 4.5                                 | 2.8                                 | 0.3                                 | 1.3                                 | 0                                   | 0                                   | 1.5                                 | 0.7                                 | 3.1                                 | 5.0                                 | 29.2                                |
| متوسط درجة الحرارة الكبرى °م        | 24                                  | 25                                  | 22                                  | 18                                  | 18                                  | 15                                  | 16                                  | 19                                  | 22                                  | 24                                  | 25                                  | 26                                  | 21                                  |
| متوسط درجة الحرارة الصغرى °م        | 13                                  | 13                                  | 11                                  | 6                                   | 7                                   | 4                                   | 4                                   | 0                                   | 7                                   | 9                                   | 11                                  | 13                                  | 8                                   |
| معدل هطول الأمطار مم                | 135                                 | 120                                 | 114                                 | 71                                  | 7                                   | 32                                  | 0                                   | 0                                   | 38                                  | 19                                  | 78                                  | 128                                 | 741                                 |
| المصدر #1:                          |                                     |                                     |                                     |                                     |                                     |                                     |                                     |                                     |                                     |                                     |                                     |                                     |                                     |
| المصدر #2:                          |                                     |                                     |                                     |                                     |                                     |                                     |                                     |                                     |                                     |                                     |                                     |                                     |                                     |

## أعلام
- باكبليتا موسيسيلي